# Physopleurus amazonicus
Physopleurus amazonicus är en skalbaggsart som först beskrevs av Lúcia Maria de Campos Fragoso och Monné 1995.  Physopleurus amazonicus ingår i släktet Physopleurus och familjen långhorningar. Inga underarter finns listade i Catalogue of Life.